# Гвоздикова-Фрумкина, Екатерина Евгеньевна
Екатерина Евгеньевна Гвоздикова-Фрумкина (в девичестве Комбиаджио) (1881—1954) — революционерка, детская писательница, создательница и редактор журнала «Дружные ребята» (в 1927—1931 гг.). Жена революционера К. Л. Гвоздикова и наркома финансов РСФСР М. И. Фрумкина.

## Биография
Родилась в 1881 году в городе Тифлисе, в семье железнодорожного служащего Евгения Аннибаловича Комбиаджио, сына итальянского маркиза, потомка дожей Генуи, и Люции, по некоторым данным — шведки. Была названа именем «Катарина-Мария-Лючия». Так как отец по роду службы находился в разъездах, детство прошло в чужих семьях. Училась в гимназии в Закавказье, потом — в гимназии в Петербурге, которую закончила. Там же, в Петербурге, окончила Высшие женские курсы.
С 1900 года работала учительницей в начальной школе. Одновременно преподавала русский язык в вечерней рабочей школе.
В 1905 году, когда в Петербурге был организован профсоюз учителей, была избрана на организационный съезд, проходивший в Финляндии, в городе Иматре. Позднее за участие в общероссийской забастовке как «неблагонадежный элемент» была уволена с работы и лишена права работать в школе.
В 1908 году стала членом партии РСДРП. В организацию большевиков вплотную вошла через революционера Константина Львовича Гвоздикова, за которого вскоре вышла замуж. После этого состояла в организации большевиков районе Охта — Пороховые заводы. Тогда она работала под кличкой «Ольга» и в качестве техника по размножению и продвижению большевистской литературы в военную среду.
Позднее в своей автобиографии Екатерина Евгеньевна писала:
В 1908 году организация провалилась. Были выслежены собрания солдат, которыми руководили Гвоздиков, Насимович и Говоров. Все они были арестованы. Незадолго до этого я вышла замуж за Гвоздикова. У нас на квартире был обыск. У меня хранилась печать военной организации и листовки. Но они были хорошо спрятаны и их не нашли. Нас, несколько членов организации, оставили на свободе, установив за нами постоянное наблюдение. Время от времени меня забирали в охранку. Пытались всякими уловками, запугиванием и обманом получить нужные сведения. Я отказывалась отвечать на допросах. Мне пришлось скрываться, менять часто ночевки. Это было очень тяжело, так как я ожидала ребёнка. В результате такого напряженного образа жизни, ребёнок родился мертвым. Когда состоялся суд, то часть обвиняемых по этому делу, в том числе и меня, «за неимением достаточного следственного материала» передали «в распоряжение административных органов», для высылки из Петербурга.
В феврале 1910 года Евгения Гвоздикова поехала у мужу в село Христо-Рождественское Канского уезда Енисейской губернии. Через несколько месяцев переехала с ним в город Канск, где прожила до 1914 года.
В 1914 году переехала жить в Красноярск, где занималась уроками. К тому времени её муж бежал из ссылки, был арестован и в 1915 году умер в «Крестах». После этого она вышла замуж за друга своего мужа — Моисея Ильича Фрумкина. Была представителем красноярского общества потребителей «Самодеятельность» (по состоянию на 1916 год).
После революции находилась на административной работе в народном образовании сначала в Красноярске, потом в Верхнеудинске. В 1919 году вернулась в Москву.
В 1923 году был создан Институт методов внешкольной работы, который объединил три института — Центральный музейно-экскурсионный, Детского чтения и клубной работы. Е. Е. Гвоздикова-Фрумкина вошла в состав Президиума института и стала вторым человеком после директора Закса. По некоторым данным, она выполняла функцию партийного контроля. Кроме того, входила в отдел детского чтения института.
В 1927 году организовала и возглавила журнал «Дружные ребята». Была его главным редактором до 1931 года. Его тираж составлял от 8 до 12 тысяч с лишним экземпляров в эти годы. В своей работе Гвоздикова опиралась на многочисленных деткоров, которых в 1930 году было зарегистрировано более 12 тысяч.
В 1929 году по инициативе редакции был организован 1-й Всесоюзный слет деткоров. Об этом слете упоминает в своем большом очерке «По Союзу Советов» А. М. Горький:
В марте, на московском съезде деткоров, руководитель съезда товарищ Фрумкина спросила ребят: приходится ли им спорить с родителями?

Почти единодушно ребята ответили:

— Приходится, приходится!

Я тоже знаю, что — приходится. Есть ребята, которым, должно быть, чувство собственного достоинства или нежелание опорочить родителей перед товарищами не позволяет «выносить сор из избы».
В 1928 году сотрудничала с журналом «Каторга и ссылка», в том же году входила в редколлегию журнала «Новые детские книги», в 1930 году — в редколлегию журнала «Книга — детям». С 1929 года состояла в Московском отделении Всесоюзного общества старых большевиков. Была редактором и автором предисловия к книге «Ребята в колхозе. Речи делегатов 1 слета пионеров» (1930, Москва) и автором брошюры «За международную пролетарскую солидарность» (10 лет МОПР) (1931, Москва). Также была сотрудницей Наркомпросса, где контролировала издание книг для детей.
Ориентировочно в 1933—1936 годах была ответственным редактором журнала «Юный натуралист». Способствовала первым публикациям писательницы Веры Чаплиной.
В 1937 году второй муж Екатерины Евгеньевны — государственный деятель Моисей Фрумкин, — был арестован, а затем репрессирован. В ряде мемуаров ошибочно упоминается, что его жена — Екатерина Евгеньевна Фрумкина — также была репрессирована (в частности, в воспоминаниях С. М. Голицына «Записки уцелевшего».) В действительности Е. Е. Гвоздикова-Фрумкина не была репрессирована.
Скончалась в 1954 году. Похоронена на Новодевичьем кладбище.

## Участие в становлении детской советской литературы
Как организатор журнала «Дружные ребята» и ответственный редактор журнала «Юный натуралист», Екатерина Евгеньевна Гвоздикова-Фрумкина принимала участие в творческом становлении многих детских писателей своего времени. Известен факт, что детский писатель Виталий Бианки одну из своих книг посвятил именно Фрумкиной (именно благодаря ей, как он считал, он попал в Новгород).
Из эпистолярного наследия Виталия Бианки :
28/Х.27 Ек. Евг. Фрумкина — мой большой друг. Чудесный человек. Как-то не могу мою работу в её журнале сочетать с коммерческими расчётами.
23-ХIII-28 г. Как бы ни был издан мой „Бун“ /большой или маленькой книжкой/ я хочу, чтобы на нём было напечатано — „Посвящается Ек. Евг. Фрумкиной“. Книжка эта только благодаря Ек. Евг. увидела свет /обвиняли в мистике -Ел. Б./, а я только благодаря Ек. Евг. увидел… Новгород».
20/IХ-28 г. На посвящении Ек. Евг. Настаиваю. При чём тут малость печатных знаков?
Тоже пафос количества? Посвящаю, потому что
1. рассказ удачный
2. Ек. Евг. его любит
3. Я его люблю
4. Он увидел свет только благодаря Ек. Евг. /У ГУСа вырвала зубами/
5. В память моего переезда в Новгород, тоже созданного Ек. Евг.
Прошу, значит.
Близко общалась Е. Е. Гвоздикова-Фрумкина и с писателем Борисом Житковым, а когда в 30-х годах она заболела, он в качестве исполняющего обязанности редактора выпустил три номера журнала «Юный натуралист».
Детский писатель Корней Чуковский, с которым Е. Е. Фрумкина была также дружна и сотрудничала, упоминает о ней в своих дневниках несколько раз. Из дневника К. И. Чуковского:
Вчера ночью читал у Фрумкиной с Маршаком Пастернака „1905 год“, „Ночь в окопах“ Хлебникова, „Графа Нулина“ Пушкина и „Послание к Давыдову“ Батюшкова — а потом пришел домой и принял усыпитель
Сотрудничала Е. Е. Фрумкина и с детским писателем С. Я. Маршаком. О том, какие теплые были у них отношения, свидетельствуют выдержки из его письма Г. Димитрову 2 сентября 1934 :
Дорогой тов. Димитров, Меня очень беспокоит мысль о том, что я до сих пор не мог заняться письмами, которые Вы мне прислали. У меня очень много времени отнял съезд писателей, а потом планы Детгиза [1]. На днях я получил от Екатерины Евгеньевны Фрумкиной письмо, в котором она просит меня передать эти письма ей. Я полагаю, что она с Вами по этому поводу говорила. Если Вам кажется, что статья на эту тему должна быть написана очень скоро, я готов передать письма Е. Е. Фрумкиной. Если же можно подождать с этой статьей до ноября, я с удовольствием напишу её сам [2]. Материал меня интересует, и только моя чрезвычайная занятость помешала мне приступить к работе над ним до сих пор. Шлю Вам привет и крепко жму руку.
С. Маршак

Должен добавить, что Е. Е. Фрумкина, по моему мнению, может отлично справиться с материалом. Она очень добросовестный и умный человек. Напишите мне поскорее, переслать ли ей письма или оставить их у себя до ноября».
Также под крылом Е. Е. Гвоздиковой-Фрумкиной творчески рос как писатель Лев Кассиль, публиковал свои стихи в «Юном натуралисте», когда она была редактором, Сергей Михалков.

## Семья
- Дети Е. Е. Гвоздиковой-Фрумкиной — двое дочерей — Ольга и Галина.
- Внук — Андрей Алексеевич Гвоздиков (род. 1942), сын Ольги Гвоздиковой — поэт, писатель, публицист, проживает в городе Нарва (Эстония).

## Публикации

### Книги
- Гвоздикова-Фрумкина Е. Е. За международную пролетарскую солидарность" (10 лет МОПР), — М., 1931.
- Ребята в колхозе. Речи делегатов 1 слета пионеров", — М., 1930. Отв. Ред. — Е. Е. Гвоздикова-Фрумкина.

### Некоторые из статей
- Как создается новая детская книга. «Советской школе новый учебник», № 1, 1925, с. 20-23.
- Книжные запросы деревенских детей. Вестник просвещения, 1927, № 3
- Кадры детской литературы. 1930, № 2-3 Книга — детям с. 3

### О Е. Е. Гвоздиковой-Фрумкиной
- Фрумкина Е. Е. Масанов И. Ф. Словарь псевдонимов русских писателей, ученых и общественных деятелей: В 4 т. — Т. 4. — М., 1960. — С. 496.
- Максим Горький. Полное собрание сочинений и писем. — : «Наука», 1974. Т. 20. с. 199